# Henning Beer
Henning Beer (* 30. September 1958 in Hamburg) ist ein ehemaliges Mitglied der terroristischen Vereinigung Rote Armee Fraktion (RAF). Er wird der zweiten Generation der RAF zugerechnet und war von 1982 bis 1990 in der DDR untergetaucht. 1990 wurde er unter anderem wegen versuchten Mordes zu einer sechsjährigen Freiheitsstrafe verurteilt und war bis 1995 inhaftiert.

## Leben
Henning Beer und sein Bruder Wolfgang wuchsen in zerrütteten Verhältnissen bei ihrer alleinerziehenden, alkoholkranken Mutter auf. Schon in frühester Jugend war Henning Beer radikalisiert und bereits im Alter von 16 im RAF-Umfeld aktiv. Etwa 1978 schlossen sich beide Brüder der zweiten Generation der RAF an.
Am 19. November 1979 überfiel er mit Rolf Clemens Wagner, Christian Klar und Peter-Jürgen Boock die damalige Schweizerische Volksbank in Zürich. Sie erbeuteten 548.000 Schweizer Franken (ca. 343.111 Euro). Bei ihrer Flucht durch das Shopville-Einkaufszentrum kam es zu einem Schusswechsel mit der Polizei, bei dem eine Passantin von einer Kugel in den Hals getroffen wurde und starb. Bei der weiteren Flucht schoss Klar beim Versuch, ein Auto zu rauben, einer Frau in die Brust und verletzte sie schwer, weiter wurden zwei Polizeibeamte durch Schützen der RAF verletzt. Wagner wurde noch in der Schweiz verhaftet.
Am 15. September 1980 reisten Helmut Pohl, Adelheid Schulz, Inge Viett, Christian Klar und Henning Beer in die DDR ein und führten im Forsthaus an der Flut in Briesen Gespräche mit Vertretern der Staatssicherheit. Anfang Oktober kehrte die Gruppe wieder zurück in die Bundesrepublik. Beer war an den Vorbereitungen des Anschlags auf US-General Frederick J. Kroesen in Heidelberg am 15. September 1981 beteiligt. Kurz danach stieg er aus der RAF aus und ging am 1. April 1982 in die DDR, wo er bis 1990 unter falschem Namen lebte.
In der Folge der friedlichen Revolution in der DDR wurden die in der DDR untergetauchten RAF-Mitglieder 1990 enttarnt, verhaftet, an die Bundesrepublik ausgeliefert und vor Gericht gestellt. Beer wurde am 18. Juni 1990 in Neubrandenburg festgenommen. Er machte umfangreiche Aussagen und nahm die Kronzeugenregelung in Anspruch.
Im Juli 1991 befand das Koblenzer Oberlandesgericht Henning Beer des versuchten Mordes in sieben Fällen, der Beihilfe zum 21-fachen versuchten Mord, der Mitwirkung bei Sprengstoffanschlägen, des schweren Raubes und der Mitgliedschaft in einer terroristischen Vereinigung für schuldig. Da er zur Tatzeit das 21. Lebensjahr noch nicht vollendet hatte, juristisch als Heranwachsender galt und nach Auffassung des Richters „fast noch ein Kind“ war, wurde er nach dem Jugendstrafrecht und der Kronzeugenregelung zu sechs Jahren Jugendstrafe verurteilt. Nach fünf Jahren wurde Beer auf Bewährung entlassen.